# Wielka Aleja
Wielka Aleja – zabytkowa aleja w Gdańsku, obecnie nosząca nazwę Alei Zwycięstwa. Przebiega przez dzielnice Wrzeszcz i Aniołki. Jest to najstarsza w Polsce tego rodzaju zachowana czterorzędowa aleja śródmiejska. 

## Historia

### Chronologia nazwy[2]
- niem. Langenfuhrtsche Allee (do 1822)
- niem. Lindenallee
- niem. Grosse Allee (do lat 30. XX w.)
- niem. Hindenburg Allee (lata 30. XX w. - 1945)
- aleja marszałka Rokossowskiego (1945 - 1956)
- aleja Zwycięstwa (od 1956)

### Do końca XIX wieku
Początkowo były to tereny wsi Suchanino, nadane jako patrymonium Młodemu Miastu przez wielkiego mistrza zakonu krzyżackiego. W 1454 nastąpiło przejęcie terenów Młodego Miasta przez Stare Miasto (wolnizna). W XVII wieku były to tereny sporne między wsią Suchanino a miastem Gdańsk.

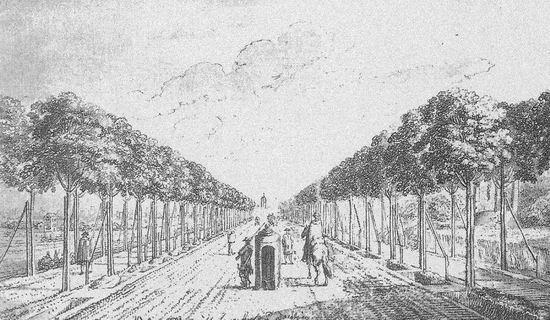
Pruski posterunek graniczny w Wielkiej Alei na ryc. Daniela Chodowieckiego z 1773

Aleja powstała w latach 1768-1770, na miejscu istniejącej od wieków drogi z Gdańska do Oliwy. Inicjatorem i fundatorem był gdańszczanin Daniel Gralath (ur. 1708, zm. 1767), którego pomnik w formie głazu narzutowego znajduje się od 1900 w połowie Wielkiej Alei. Fundusze zebrane na inwestycję wyniosły 100 tys. guldenów, jedno drzewko kosztowało 6 guldenów.
Wielką Aleję poprowadzono od nowożytnych fortyfikacji Bramy Oliwskiej (ówczesnej granicy Gdańska) do Wrzeszcza (ówcześnie samodzielnego miasta), sadząc w czterech rzędach 1416 lip (długowiecznych drzew) sprowadzonych z Holandii. Łączna szerokość alei wynosiła około trzydzieści metrów, a składała się ze środkowego pasa przeznaczonego dla pojazdów i dwóch pięciometrowych promenad dla pieszych. Powstała niezwykle reperezentacyjna aleja łącząca oba miasta. Pierwotnie aleja sięgała do parku Uphagena, przez który od wieków płynie Potok Królewski, stanowiący naturalną granicę między Gdańskiem i Wrzeszczem. Drzewa zostały posadzone co około 6 m, w tzw. mijankę (poszczególne rzędy przesunięte są w stosunku do siebie o około 3 m). Co najmniej do 1822 zwano ją Aleją Wrzeszczańską (Langenfuhrtsche Allee).
Pod koniec XVIII wieku gdańskie parafie zaczęły zakładać swoje cmentarze wzdłuż alei. Po I rozbiorze Polski w 1772 w połowie alei została poprowadzona granica między Prusami, a nadal należącym do Polski Gdańskiem.
W 1807 został ostatecznie zniszczony, istniejący od XIV wieku (kilkakrotnie niszczony i odbudowywany), kościół i szpital świętych Aniołów. Budynki znajdowały się w miejscu, gdzie obecnie stoi czołg-pomnik T-34. Podczas oblężenia Gdańska w 1807 broniący się Prusacy wycięli część drzewek, aby odsłonić pole ostrzału i oblężenia w 1813 drzewa zostały częściowo wycięte, jednak po każdym z nich były uzupełniane.
Wielka Aleja została włączona w granice administracyjne miasta 17 marca 1814. W 1822 utrzymanie alei przejęły władze miejskie. Początkowo aleja służyła jako promenada, miejsce przejażdżek miłośników jeździectwa, następnie w 1872 pojawiły się tramwaje konne, a w 1896 elektryczne (zob. tramwaje w Gdańsku). W alei powstawały liczne kawiarnie, również z ogródkami. Najbardziej znane z nich to nieistniejąca Cztery Pory Roku (Vier Jahreszeiten), w miejscu której stanął czołg-pomnik oraz Połowa alei (Cafe Halbe Allee), po przeciwnej stronie. W 1892 środkiem alei został poprowadzony główny kolektor ściekowy z Wrzeszcza do przepompowni na Ołowiance (skąd trafiały na pola irygacyjne na Stogach, w Sączkach). W latach 1896–97 powstał Park Steffensa (początkowo o pow. 4,3 ha), utworzony w miejscu istniejącego od ok. 1815 do 1895 cmentarza ubogich, sfinansowany z darowizny Franza Steffensa. W maju 1900 władze miasta ufundowały w alei pomnik jej założycielowi Danielowi Gralathowi.

### Od początku XX wieku

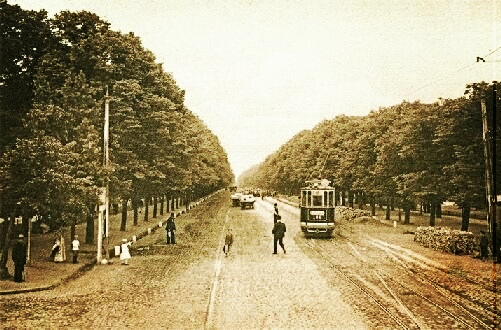
Wielka Aleja, ok. 1900

Na początku XX wieku stworzono odgałęzienie alei w kierunku nowo powstałej Politechniki Gdańskiej, sadząc lipy wzdłuż drogi do uczelni.
3 września 1915 została otwarta hala sportowo-widowiskowa (Sporthalle) na 2000 miejsc (hala została po II wojnie światowej adaptowana na siedzibę Opery Bałtyckiej).
W 1915 została wprowadzona nowa numeracja posesji, która została po wojnie przejęta bez zmian i obowiązuje do dzisiaj.
Zwiększony ruch samochodów spowodował przeprowadzenie rozległej modernizacji (zakończonej w 1926), polegającej na wydzieleniu torowiska, pokryciu asfaltem dwóch oddzielnych jezdni, utworzeniu dwóch ścieżek rowerowych oraz włączeniu Końskiego Traktu do systemu komunikacyjnego. 
Po śmierci w 1934 prezydenta Rzeszy Paula von Hindenburga, Wielka Aleja została nazwana jego imieniem.
Przed 1937 wydzielono z alei ówczesne domy o numerach od 1 do 7 i nadano tej uliczce nazwę Am Steffenspark (dzisiejsza ul. Kolejowa), ze względu na jej położenie przy Parku Steffensa.
W marcu 1945 drzewa stały się szubienicami dla osób, które zostały stracone przez hitlerowców w publicznych egzekucjach.
W 1962 władze Niemieckiej Republiki Demokratycznej powołały w Gdańsku konsulat generalny (zob. Konsulat Generalny Niemiec w Gdańsku), mieszczący się przy al. Zwycięstwa 23 (w zbudowanym przed 1933 budynku b. Klubu Żeglarskiego; arch. Albert Carsten). Po upadku NRD w 1990, budynek stał się siedzibą konsulatu generalnego RFN.
Wzdłuż dużej części alei były umiejscowione cmentarze różnych wyznań, których usuwanie rozpoczęło się w 1966. Ok. 1970 r. znaczną część nagrobków wywieziono na pobliskie powstające osiedle Zielony Trójkąt na Młyniskach, gdzie zbudowano z nich murki oporowe trawników. W 2022 r. nagrobki nadal znajdowały się w tamtym miejscu. W latach 1970–1972 na miejscu czterech starych cmentarzy (cmentarza katolickiego pw. św. Mikołaja i Królewskiej Kaplicy, cmentarza ewangelickiego pw. św. Katarzyny, cmentarza ewangelickiego pw. Najświętszej Marii Panny, cmentarza katolickiego pw. św. Józefa i św. Brygidy) został utworzony miejski park Akademicki o powierzchni około 9 ha. Zachowane zostały, bądź zaadaptowane ciągi komunikacyjne będące alejami cmentarnymi oraz pozostał starodrzew cmentarny.
W latach 1970–1976 przeprowadzone zostały prace remontowe torowiska i nawierzchni, a kosztem terenów zielonych powstała nowa, wschodnia jezdnia.
Obecnie Wielka Aleja (pod nazwą aleja Zwycięstwa), składa się z linii tramwajowej, dwóch trzypasmowych jezdni oraz Traktu Konnego - jednokierunkowej (w kierunku Głównego Miasta), dwupasmowej jezdni, poddanej w 2019 remontowi.
Wpisana została do rejestru zabytków jako Wielka Aleja ze szpalerami drzew, ob. Aleja Zwycięstwa, Gdańsk, nr rej.: 285 z 23.02.1967.
W 2006 w alei rosły 674 drzewa, w tym 385 z pierwotnych nasadzeń.
W 2006 w północnej części parku Akademickiego zostało wybudowane lapidarium upamiętniające zlikwidowane cmentarze gdańskie, w którym gromadzone są historyczne nagrobki z terenu Gdańska. Pod koniec 2000 zostało oddane Multikino. W sierpniu 2012 została zakończona budowa biurowca Opera Office (7300 m² powierzchni biurowej).
13 marca 2021 na całej długości Alei ograniczono dopuszczalną prędkość z 70 do 50 km/h. W październiku 2021 przyjęta została koncepcja rewaloryzacji Wielkiej Alei.

### Łąka Majowa
Teren wzdłuż alei - pomiędzy wschodnim końcem ul. Smoluchowskiego, a budynkiem Opery Bałtyckiej - od końca XIX wieku należał do wojsk pruskich (Kleiner Exerzier-Platz). Zwany był Łąką Majową (Maifeld). Na jej terenie w latach 1940-1944 powstało kilkanaście (istniejących do niedawna) drewniano-ceglanych baraków, przeznaczonych dla robotników pracujących w niemieckim przemyśle zbrojeniowym.

## Zabytki i interesujące miejsca
- Pomnik Daniela Gralatha
- Opera Bałtycka (w gmachu otwartym w 1915)
- Historyczne i zabytkowe wille z przełomu XIX i XX wieku
- Parki na terenach pocmentarnych z XIX i XX wieku
- Park Steffensa o powierzchni 13,6 ha, założony w 1896[20]
- Kompleks obiektów sportowych Centrum Sportu Akademickiego Politechniki Gdańskiej przy Al. Zwycięstwa 12